# Abigail Scott Duniway
Abigail Scott Duniway (22 octobre 1834 - 11 octobre 1915) est une suffragette américaine, rédactrice en chef de journal et écrivaine dont les efforts ont été déterminants pour obtenir le droit de vote des femmes aux États-Unis. 

## Biographie

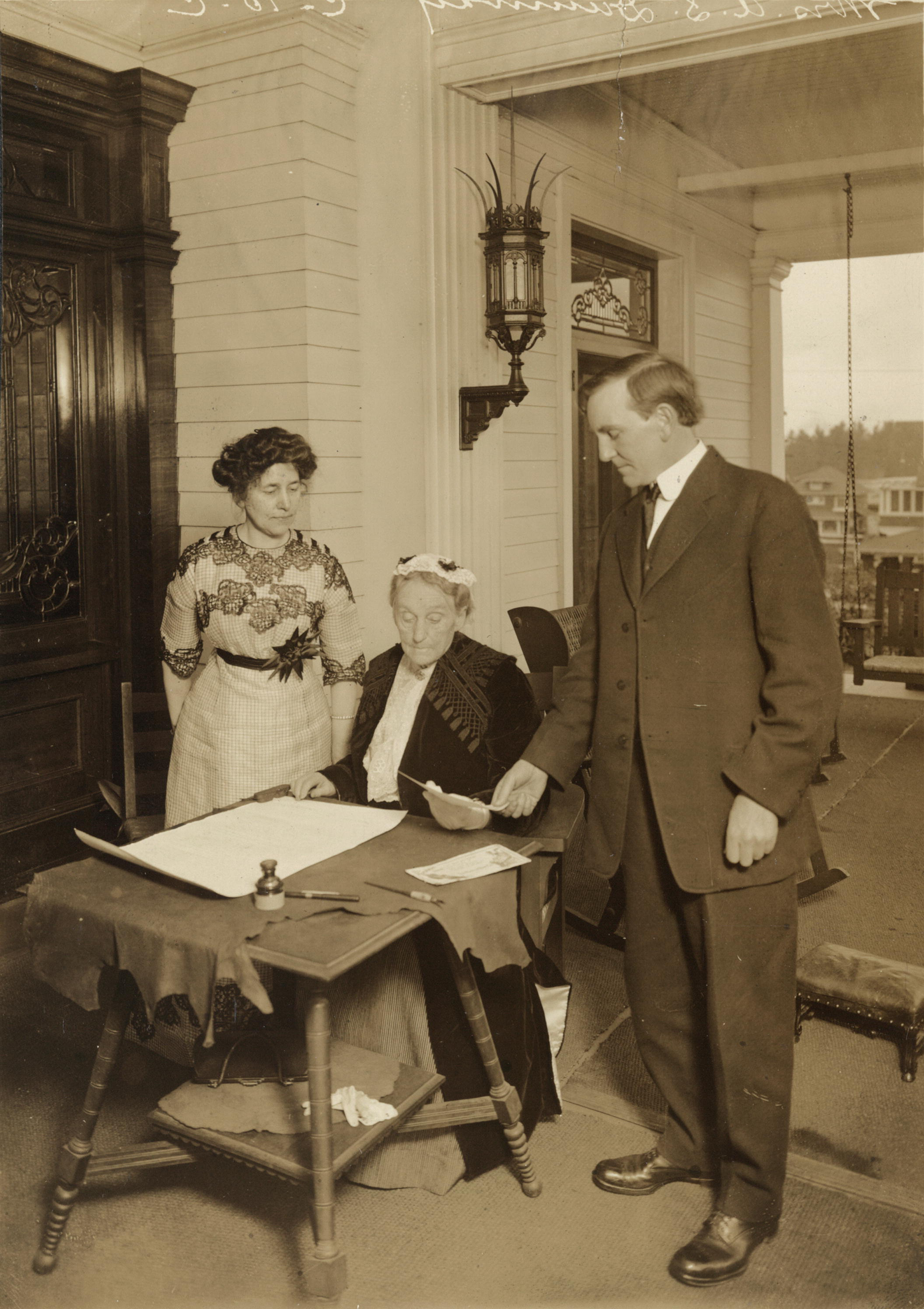
Duniway (assise) avec le gouverneur Oswald West, signant l'amendement sur le suffrage féminin.

### Jeunesse
Abigail S. Duniway naît sous le nom d'Abigail Jane Scott près de Groveland en Illinois, de John Tucker Scott et Anne Roelofson Scott. Elle est la troisième de douze enfants. Elle grandit sur la ferme familiale et se rend par intermittence à l'école locale. En mars 1852, contre la volonté d'Anne Scott qui a une santé fragile, John crée un groupe de 30 personnes et 5 chariots tirés par des bœufs pour émigrer en Oregon. Abigail Scott Duniway est chargée par son père de tenir un journal de leur voyage. Elle en fait un récit éloquent, s'émerveillant devant les paysages traversés mais aussi marqué par la tristesse. Son expérience de cette traversée apparaît par la suite dans plusieurs de ses romans. Sa mère meurt du choléra près de Fort Laramie, sur la piste de l'Oregon, en juin, et Willie, 3 ans, le plus jeune enfant de la famille, meurt en août 1852 le long de la rivière Burnt. En octobre, la famille atteint sa destination, Lafayette, dans la vallée de la Willamette.    
Après avoir enseigné à Eola (en) début 1853, Abigail Scott épouse Benjamin Charles Duniway, un fermier de l'Illinois, le 1er août 1853. Ils ont six enfants : Clara Belle (née en 1854), Willis Scott (1856), Hubert (1859), Wilkie Collins (1861), Clyde Augustus (1866) et Ralph Roelofson (1869).  
Les Duniway ont une ferme dans le comté de Clackamas jusqu'en 1857, date à laquelle ils déménagent dans une ferme près de Lafayette. Ils perdent cette deuxième ferme après que Benjamin se soit porté cautions pour un ami qui ne rembourse pas ses dettes, sans qu'elle en soit informée. À l'automne 1862, Abigail Scott Duniway reçoit une sommation du shérif de rembourser les emprunts. Confrontée à cette injustice d'être confrontée aux conséquences d'une action pour laquelle elle n'a pas eu son mot à dire, elle est furieuse et le fait savoir dans un article pour l'Oregon Farmer, « Les épouses n'ont rien à dire sur les notes signées ou sur les fermes perdues, mais lorsque le shérif est venu, je pourrais recevoir l'assignation et être tenue pour responsable. » . Elle estime que si les femmes pouvaient voter, elles ne seraient plus aussi impuissantes.  

### Le combat pour les droits des femmes
Peu de temps après, Benjamin est handicapé définitivement dans un accident, et Abigail doit travailler pour faire vivre la famille. Elle commence par ouvrir et diriger un petit pensionnat à Lafayette. En 1866, elle s'installe à Albany où elle enseigne dans une école privée pendant un an, puis ouvre une boutique de chapellerie et de couture qu'elle dirige pendant cinq ans. Irritée par des histoires d'injustice et de mauvais traitements qui lui ont été relayées par des clientes mariées de sa boutique, et encouragée par Benjamin, elle déménage à Portland en 1871 et y fonde The New Northwest, un hebdomadaire consacré à la promotion du suffrage et à toute une série de questions féminines. Au moment où le journal commence à paraître, les injustices dont souffrent les femmes sont, en effet, énormes. Son mari et ses fils aînés l'assistent dans la gestion. Elle publie le premier numéro le 5 mai 1871 et continue la publication pendant 16 ans, jusqu'en 1887,.
Dans son journal, elle publie également des feuilletons de sa plume. Elle y renverse souvent les stéréotypes, faisant des femmes des héroïnes qui sauvent les hommes ou des policiers des méchants qui appliquent des lois injustes.  
En 1871, elle fonde l'Oregon State Woman Suffrage Association et, en 1873 l'Oregon State Equal Suffrage Association, dont elle est la présidente pendant un temps.  
En 1872, elle est invitée à s'adresser à la législature de l'Oregon pour faire valoir le droit de vote des femmes. Elle comparait au nom de l'Oregon State Woman Suffrage Association, mais personne ne veut l'accompagner, les autres militantes ayant peur de la réaction de leur mari ou d'autres personnes. Enfin, elle rencontre Mary Sawtelle (en), qui accepte de l'accompagner dans cet environnement jusque-là exclusivement masculin. Durant ces années, les suffragistes diffusent leurs revendications lors de rassemblements, en organisant des événements politiques et, plus énergiquement, en tentant de voter aux élections nationales en arguant que les 14e et 15e amendements leur donnaient ce droit. Abigail Scott Duniway voyage à travers l'État, donnant des conférences et plaidant pour les droits des femmes. Elle est critiquée, agressée verbalement et même soumise à des violences physiques pour ses positions. En septembre 1871, elle entreprend une tournée en Oregon avec Susan B. Anthony en faveur du suffrage féminin. Elles voyagent en diligence, en calèche, en bateau ou même à cheval, prennent la parole à Olympia, Seattle, Port Townsend, Port Madison et Port Gamble.

### Les referenda en Oregon
En 1884, un referendum sur le vote des femmes en Oregon a un résultat négatif et l'Oregon State Equal Suffrage Association se disloque.  
Abigail Scott Duniway adopte alors une stratégie plus subtile. Elle lance une campagne silencieuse qu'elle appelle la «chasse silencieuse » rencontrant les hommes influents du gouvernement en tête à tête.  
En 1887, elle ferme son journal pour se concentrer sur sa nouvelle stratégie.
Abigail Scott Duniway subit des revers personnels tels qu'une mauvaise santé, des problèmes d'argent et l'opposition de son propre frère Harvey W. Scott, qui édite le journal The Oregonian à Portland. Il est convaincu que les femmes ne veulent pas le droit de vote et écrit de nombreux articles sur ce sujet. Avec son journal, elle soutient ouvertement le Sole Trader Bill et la loi sur les biens des femmes mariées qui, une fois adoptés, donnent aux femmes de l'Oregon le droit de posséder et de gérer leur patrimoine. 
De 1887 à 1895 Abigail Scott Duniway vit en Idaho, où elle poursuit son combat pour le suffrage. Un referendum s'y tient en 1896, qui voit les suffragistes l'emporter. 
Elle retourne ensuite en Oregon et y publie un nouveau journal, The Pacific Empire qui, tout comme The New Northwest, soutient la cause des femmes.
La National American Woman Suffrage Association (NAWSA) organise sa propre campagne en Oregon en 1906, sans la participation de Abigail Scott Duniway qui quitte l'organisation. Un referendum sur le droit de vote des femmes en 1906 échoue à nouveau. 
Abigail Scott Duniway retourne alors au combat pour le suffrage et organise de nouveaux referenda en 1908 et 1910, qui échouent tous deux.
Un nouveau referendum a lieu en 1912. L'implication de Duniway dans cette dernière campagne est réduite en raison de son âge et de sa santé déclinante. Une jeune génération de suffragistes introduit des méthodes plus modernes dans cette campagne. De plus, le système relativement nouveau de référendum de l’Oregon, dans lequel les électeurs peuvent proposer directement des sujets au vote (ballot measures) au lieu d'avoir à les faire soumettre par les législateurs, rend inutiles les techniques de «chasse silencieuse» d'Abigail Scott Duniway. 
On lui  attribue cependant une grand mérite pour cette victoire en raison de ses décennies de travail préparatoire. 
En 1912, l'Oregon devient le septième État des États-Unis à adopter le suffrage féminin. Le gouverneur Oswald West (en) lui demande de rédiger et de signer la proclamation du suffrage mixte,. Elle est ainsi la première femme à s'inscrire pour voter dans le comté de Multnomah. 
Après l'adoption du suffrage égal en Oregon, des télégrammes de félicitations affluent de tout le pays. Abigail Scott Duniway est nommée présidente d'honneur du Conseil national des électrices. 

### Fin de vie
Abigail Scott Duniway n'a cependant pas limité ses efforts à son État d'origine. Elle a soutenu activement le mouvement pour le suffrage en Idaho, voisin de l'Oregon, qui devient le quatrième État du pays à donner aux femmes le droit de vote. Le droit a été approuvé par les législateurs des États en 1896, mais de nombreuses oppositions subsistent et  le suffrage des femmes est souvent considéré comme une «expérience politique».  
Au moment de sa mort en 1915, Abigail Scott Duniway a atteint un statut presque légendaire. Elle est honorée comme la «mère pionnière» et la «mère de la femme suffrage».  
Au-delà de son combat en faveur du droit de vote, Abigail Scott Duniway a passé plus de quarante ans à essayer de vaincre les innombrables injustices qui frappent les femmes. Elle a demandé pour elles, le droit d'exercer toutes les professions, le droit de recevoir un salaire égal pour un travail égal et le droit de vivre sans violence.  
Elle meurt le 11 octobre 1915 dans un hôpital à Portland à l'âge de 80 ans. Ses cendres sont enterrées dans la tombe de sa fille, Clara Belle Duniway Stearns morte de la tuberculose en 1886, à l'âge de 31 ans au River View Cemetery à Portland,.   
Durant l'année de sa mort, des fonds sont collectés pour ériger un bâtiment pour femmes sur le campus de l'Université de l'Oregon, qui devait être nommé «Duniway Hall». Cependant, lors de son achèvement en 1920, il devient le «Womans Memorial». Plus tard, il est rebaptisé «Gerlinger Hall», d'après Irene Hazard Gerlinger, une régente universitaire. Tout ce qui reste de l'intention originale est le portrait d'Abigail par Sydney Bell qui est accroché sur l'escalier menant au Gerlinger Lounge. Cette disgrâce est liée à sa position au sujet de la prohibition dans les années 1910-1920. Abigail Scott Duniway a toujours maintenu une position pro-tempérance, mais anti-prohibition parce que, en avance sur son temps, elle croyait que l'alcoolisme était une maladie qui ne pouvait être interdite par la loi. Donc, de crainte que des donateurs potentiels ne soient rebutés par son nom, Abigail Scott Duniway n'a pas de mémorial sur le campus de l'université de l'Oregon.   
Son fils, David Duniway, est le premier archiviste d'État de l'Oregon, il a fait don des papiers de famille à l'Université de l'Oregon.   

## Publications
L'ouvrage Captain Gray's Company; or, Crossing the Plains and Living in Oregon (1859), est le premier roman à être commercialisé en Oregon,. Comme la plupart de ses œuvres, il s'inspire de ses expériences de jeune femme sur l'Oregon Trail.  
En 1875, elle publie un recueil de poèmes, My Musings, et, en 1876, David and Anna Matson, un long poème.   
En 1905, paraît son dernier roman, From the West to the West : Across the Plains to Oregon.  